# Жовтушник сіруватий
Жовтушник сіруватий, жовтушник розлогий (Erysimum diffusum) — вид рослин з родини капустяних (Brassicaceae); поширений у Євразії від центральної Європи до північно-західного Китаю. Етимологія: лат. diffusus — «розлогий».

## Опис

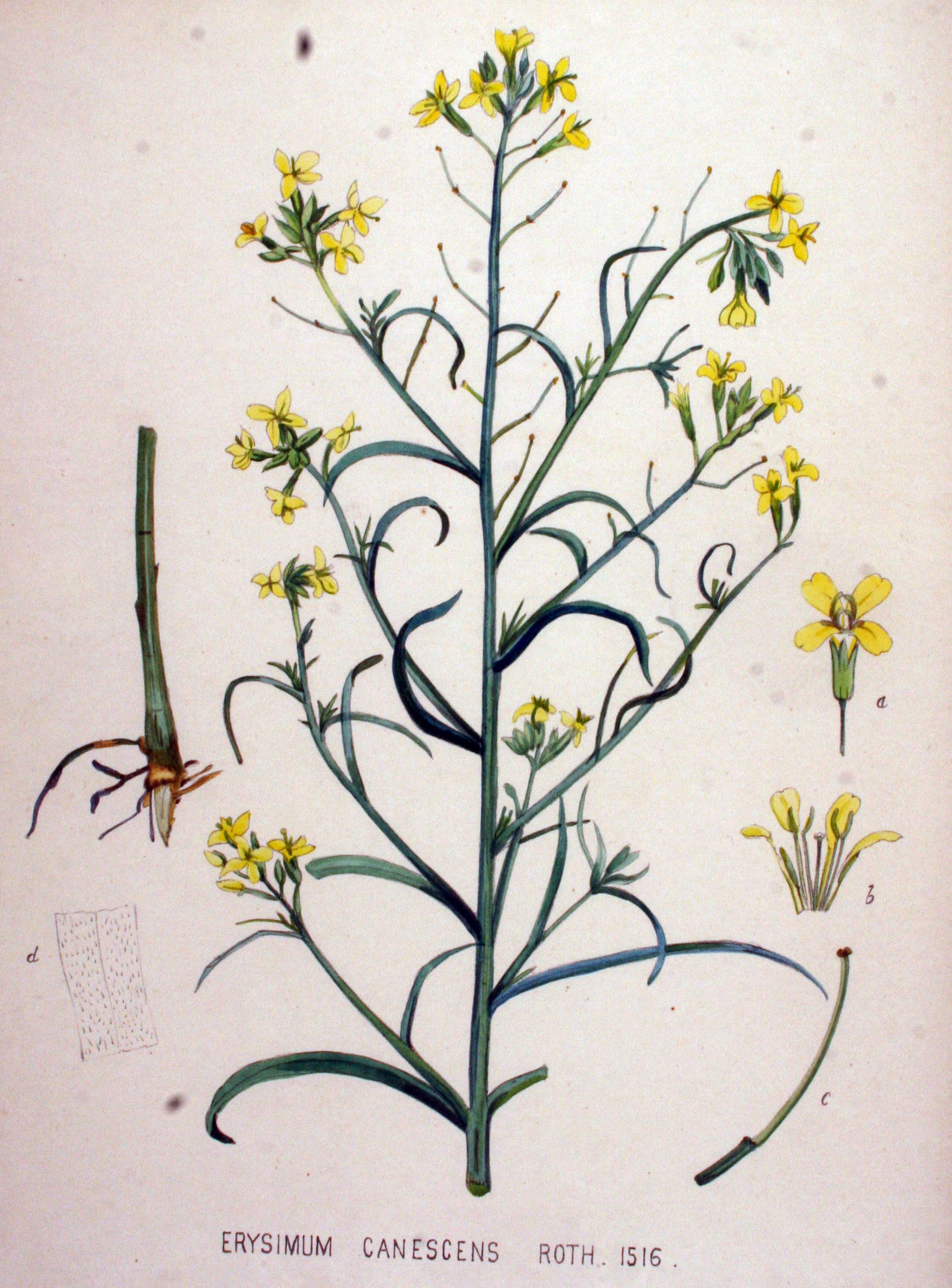
ілюстрація

Жовтушник сіруватий — дволітня трав'яниста рослина зі стрижневим, слабо розгалуженим коренем. Стебла одинокі або їх декілька, у висоту 30–90 см, розгалуженні, з висхідними гілками. Вся рослина запушена двороздільними волосками. Листя чергові, продовгуваті або лінійні, нижні тупі, поступово звужуються в черешок, інші — сидячі, коротко загострені, цілокраї або зубчасті. Квітки в довгих верхівкових кистях. Пелюстки жовті, майже вдвічі більші чашолистків. Плоди — чотиригранні стручки, направлені косо вгору, сіруваті від розгалужених волосків, по ребру зеленуваті, завдовжки 4–9 см. Насіння жовтувато-коричневе. Цвіте в травні-червні. Плоди дозрівають в червні-серпні.

## Поширення
Поширений у Євразії від центральної Європи до пн.-зх. Китаю.
В Україні вид зростає на степових і сухих схилах, на відслоненнях кам'янистих порід — на б. ч. території, крім Карпат, але занесено в Закарпатську обл. (станція Чоп).

## Фармацевтичні властивості
У траві містяться глікозиди серцевої дії (еризимін, еризид та інші). Застосовується у вигляді препарату еризиміна при мітральних вадах, гіпертонії, кардіосклерозі. Свіжий сік входить у склад препарату кардіовалену.